# Acacia gelasina
Acacia gelasina é uma espécie de leguminosa do gênero Acacia, pertencente à família Fabaceae.